# سوفی کانزا
سوفی لیهاو کانزا یا زالا لوسیبو انکانزا (زادهٔ ۸ فوریه ۱۹۴۰ – درگذشتهٔ ۲ آوریل ۱۹۹۹) سیاستمدار و جامعه‌شناس اهل کنگو بود. او نخستین زن در کشورش بود که مدرک تحصیلات متوسطه را دریافت کرد، اولین زنی که از دانشگاه فارغ‌التحصیل شد، و همچنین اولین زنی که در جمهوری دموکراتیک کنگو به یک سمت دولتی دست یافت. وی از ۳۱ اکتبر ۱۹۶۶ تا ۶ دسامبر ۱۹۷۰ به عنوان وزیر امور اجتماعی فعالیت کرد.

## دوران ابتدایی زندگی و تحصیل
سوفی کانزا در ۸ فوریه ۱۹۴۰ در لئوپولدویل، کنگوی بلژیک به دنیا آمد. او ششمین فرزند از هفت فرزند الیزابت مانسانگازا و دانیل کانزا بود. تحصیلات ابتدایی و متوسطه خود را عمدتاً در برازاویل، کنگوی فرانسه گذراند.
در زمان استقلال کنگوی بلژیک در سال ۱۹۶۰، کانزا تنها زنی بود که در مقطع متوسطه تحصیل می‌کرد. او در ژوئن ۱۹۶۱ از دبیرستان قلب مقدس فارغ‌التحصیل شد و تا سال ۱۹۶۶ به عنوان دستیار مدرس در همان مؤسسه فعالیت داشت.
کانزا در سال‌های ۱۹۷۳ تا ۱۹۷۶ در دانشگاه هاروارد تحصیل کرد و موفق به دریافت مدرک کارشناسی ارشد و دکترای جامعه‌شناسی شد.

## حرفهٔ سیاسی
در ۳۱ اکتبر ۱۹۶۶، کانزا به عنوان وزیر امور اجتماعی منصوب شد. این انتصاب در حالی صورت گرفت که او مشغول تحصیل در مقطع دکترا در دانشگاه ژنو بود، اما برای تصدی این پست، تحصیلات خود را ناتمام گذاشت. او در ابتدای فعالیت وزارتی، بخش عمده‌ای از وقت خود را صرف بررسی و رسیدگی به برنامه‌های وزارتخانه برای تأمین نیازهای مردم کرد.
کانزا از حامیان برابری فرصت‌های تحصیلی برای دختران و پسران بود و در سال ۱۹۶۷ به عنوان نماینده در اجلاس سازمان اتحاد آفریقا در کینشاسا (لئوپولدویل سابق) شرکت کرد. وی در ۱۳ اکتبر ۱۹۶۷ به عضویت دفتر سیاسی جنبش مردمی انقلاب درآمد. دوران وزارت او تا ۶ دسامبر ۱۹۷۰ ادامه یافت تا اینکه با تغییر کابینه از سمت خود برکنار شد.
در سال‌های ۱۹۷۳ تا ۱۹۷۷، کانزا عضو هیئت امنای مؤسسه آموزش و تحقیقات سازمان ملل متحد (UNITAR) بود. او سپس از ۱۹۸۱ تا ۱۹۸۵ به عنوان معاون دستیار مدیر کل یونسکو و از ۱۹۸۵ تا ۱۹۸۸ در سمت رئیس هیئت مدیرکل این سازمان فعالیت کرد.

## زندگی شخصی
کانزا در ۲۶ دسامبر ۱۹۶۴ با مارسل لیهاو، که بعدها به مقام ریاست دیوان عالی دادگستری رسید، ازدواج کرد. این زوج صاحب شش دختر شدند. با این حال، به دنبال فشارها و آزارهای سیاسی در کنگو، کانزا مجبور به ترک کشور شد و آنها بخش عمده‌ای از سال‌های بعدی زندگی را به صورت جداگانه سپری کردند.
در سال ۱۹۹۸، کانزا در پاریس دچار تصادف رانندگی شدیدی شد که منجر به فلج او گردید. پس از این اتفاق، او از سمت خود در یونسکو استعفا داد و تمام انرژی خود را صرف حمایت از حقوق افراد دارای معلولیت در عرصه بینالمللی کرد. کانزا به کشورهای مختلف سفر کرد تا برای بهبود شرایط زندگی این افراد تلاش نماید.

## مرگ و میراث
کانزا در اثر ایست قلبی در دوم آوریل ۱۹۹۹ درگذشت. پیکر او در منطقه لوزی به خاک سپرده شد.
در سال ۲۰۰۴، کانزا به عنوان یکی از نخستین زنان در تاریخ کنگو، در پانتئون ملی این کشور جای گرفت. مجسمه نیم تنه او اکنون در گالری حافظه به نمایش گذاشته شده است. به پاسداشت یاد او، انجمنی از استادان زن کنگویی با نام «حلقه سوفی کانزا» تشکیل شد.

در ۲۸ مارس ۲۰۱۵، سه تن از دختران کانزا به همراه خانواده، مراسم باشکوهی در گومبه برگزار کردند تا یاد پدر و مادرشان را گرامی بدارند. این مراسم با حضور چهرههای سرشناسی همچون لئون کنگو و خوزه اندوندو بوننگ همراه بود.